# Jonas Kaufmann

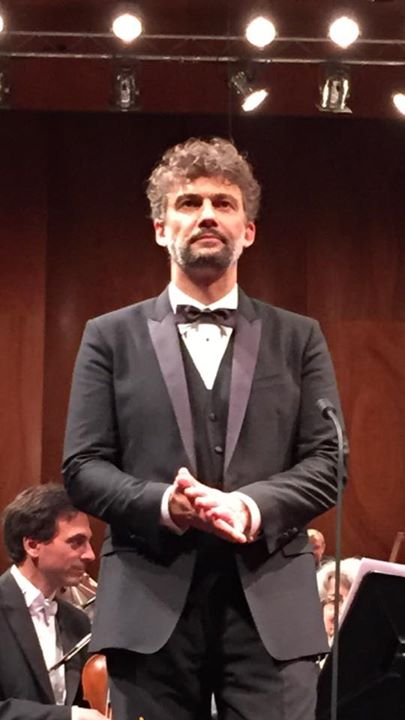
Jonas Kaufmann, Mailänder Scala (2015)

Jonas Kaufmann (* 10. Juli 1969 in München) ist ein deutsch-österreichischer Opernsänger (Tenor).

## Leben und Wirken

### Kindheit und Studium

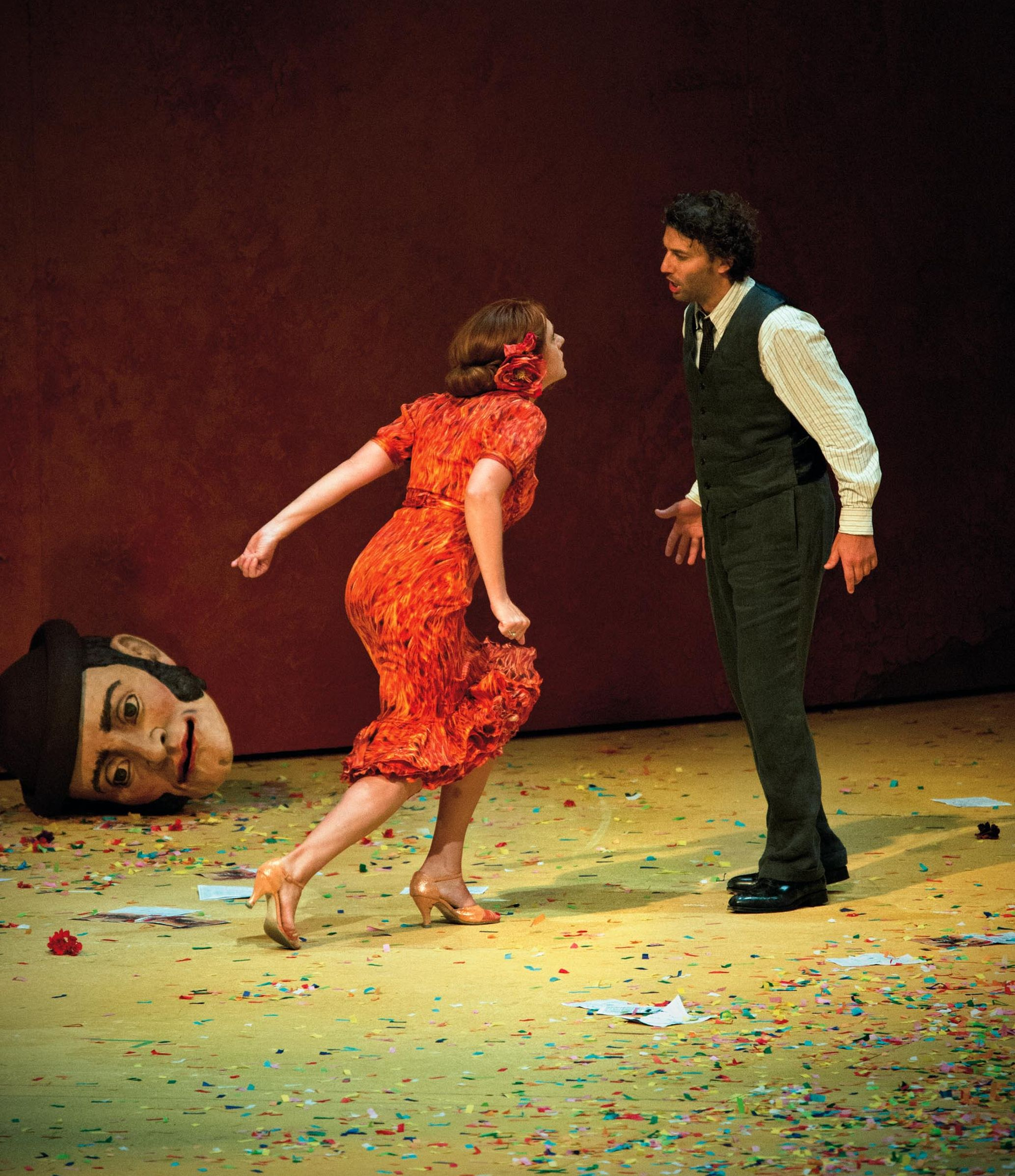
Kaufmann als Don José in Carmen mit Magdalena Kožená, Salzburger Festspiele (2012)

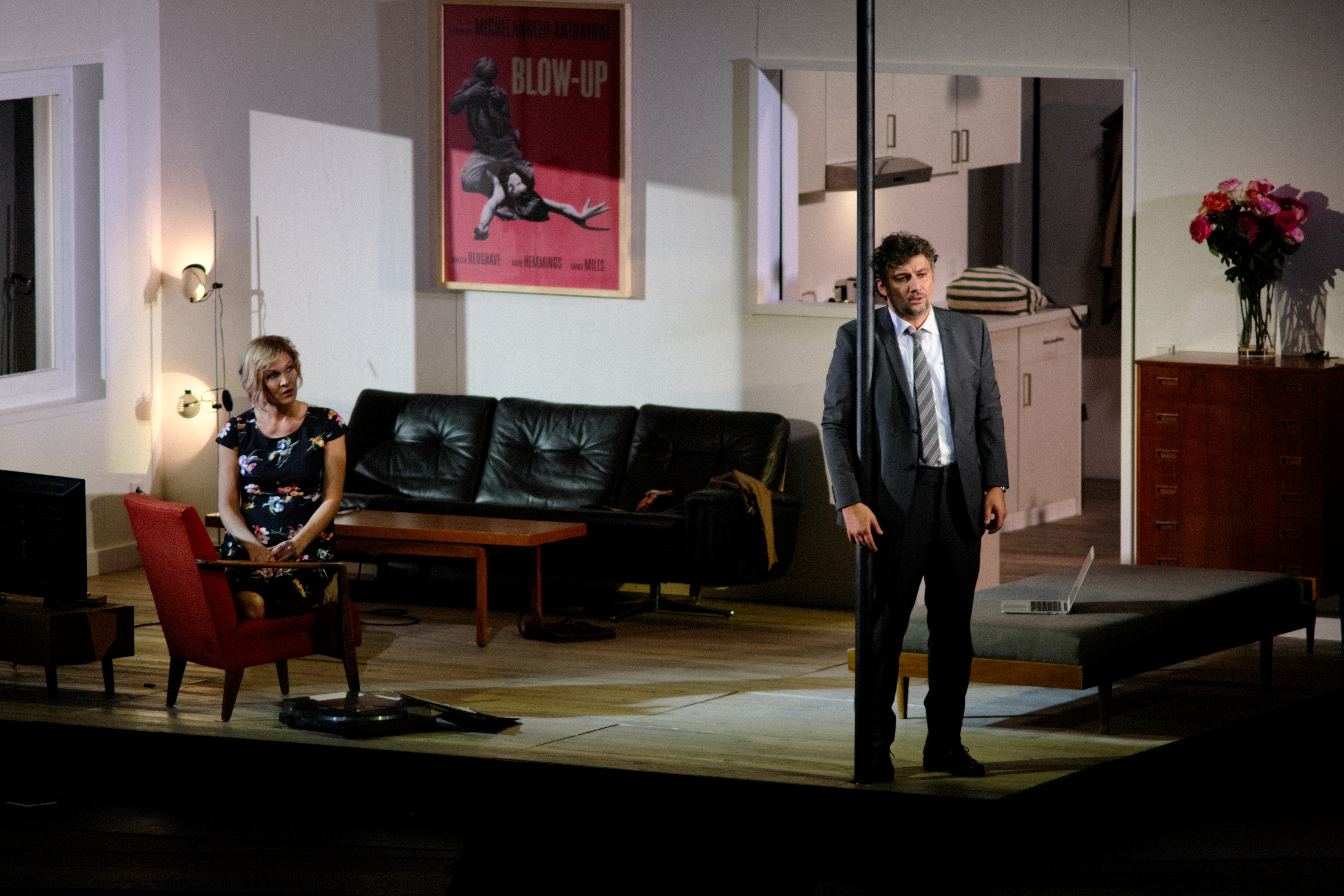
Kaufmann mit Marlis Petersen in Die tote Stadt, Bayerische Staatsoper (2019)

Jonas Kaufmann wuchs mit seiner älteren Schwester in München auf. Nach einigen Semestern des Mathematik-Studiums begann er 1989 sein Studium an der Hochschule für Musik und Theater München, das er 1994 mit dem Examen als Opern- und Konzertsänger abschloss. Bei Hans Hotter, Josef Metternich und James King besuchte er Meisterkurse. Außerdem erhielt er am Anfang seiner Bühnenlaufbahn weiteren Unterricht bei dem US-amerikanischen Bariton Michael Rhodes in Trier.

### Als Opernsänger
Sein Bühnendebüt gab Kaufmann 1993 als Caramello in Eine Nacht in Venedig am Theater Regensburg. Ein erstes Engagement führte ihn von 1994 bis 1996 als Ensemblemitglied an das Saarländische Staatstheater in Saarbrücken. In den folgenden Jahren war er unter anderem häufig an der Staatsoper Stuttgart zu hören, bevor er 2001 an das Opernhaus Zürich wechselte. Seitdem entfaltete er eine internationale Karriere an renommierten Opern- und Konzerthäusern sowie bei Festivals wie dem Rheingau Musik Festival, dem Edinburgh Festival, dem Lucerne Festival, dem Festival Ljubljana, dem Gstaad Menuhin Festival, den Internationalen Maifestspielen, dem Grafenegg Festival und den Salzburger Festspielen.
Sein Debüt am Royal Opera House in London gab er 2004 als Ruggero in La rondine. Weiters sang er dort zum Beispiel Don José in Carmen, Cavaradossi in Tosca, Alfredo in La traviata (an der Seite von Anna Netrebko), die Titelrollen in Don Carlo, Otello und Andrea Chénier, den Chevalier des Grieux in Manon Lescaut (an der Seite von Kristīne Opolais) und Alvaro in La forza del destino (ebenfalls mit Netrebko). 2015 trat er bei der Last Night of the Proms in der Royal Albert Hall auf. Gleichzeitig erschien sein Puccini-Album, das sein bislang erfolgreichstes Album war und insbesondere in Großbritannien Platz 22 der Charts erreichte.
An der Metropolitan Opera debütierte er 2006 als Alfredo in La traviata und war dort später unter anderem in Carmen, Tosca, als Tamino in der Zauberflöte, in den Titelrollen in Faust und Werther sowie in Wagner-Opern als Parsifal und Siegmund (Die Walküre) zu hören. Ebenfalls im Jahr 2006 gab er seine erste Vorstellung an der Wiener Staatsoper als Tamino; weitere Rollen waren dort zum Beispiel Andrea Chénier, Des Grieux, Werther, Cavaradossi, Faust, Don Carlo und Parsifal. 2022 erfolgte hier sein Rollendebüt als Peter Grimes in Brittens gleichnamiger Oper.
Kaufmann war seit 2003 mehrfach zu Gast bei den Salzburger Festspielen, so in Mozarts La clemenza di Tito, als Belmonte in Die Entführung aus dem Serail, als Don José in Carmen, Rodolfo in La Bohème, Bacchus in Ariadne auf Naxos sowie in der Titelrolle in Don Carlo und als Florestan in Fidelio. Bei den Osterfestspielen Salzburg 2023 gab er sein Rollendebüt als Tannhäuser in Wagners gleichnamiger Oper.
Bei den Bayreuther Festspielen sang er 2010 die Titelrolle in Wagners Lohengrin in der Inszenierung von Hans Neuenfels unter dem Dirigat von Andris Nelsons. Bereits 2009 war er für seine Darstellung des Lohengrin an der Bayerischen Staatsoper als „Sänger des Jahres“ ausgezeichnet worden.
An der Bayerischen Staatsoper war er mit weiteren Auftritten zum Beispiel in La Bohème, Die Walküre, Parsifal, Die Meistersinger von Nürnberg (als Stolzing) Tosca, Aida, Don Carlo, Otello, Fidelio, 2017 in der Titelrolle bei der Premiere von Andrea Chénier sowie 2019 in der Neuproduktion von Die tote Stadt. zu hören. 2021 gab er dort sein Rollendebüt als Tristan, sein Rollendebüt als Calaf in Turandot folgte ein Jahr später an der Accademia Nazionale di Santa Cecila.
Weitere Gastspiele führten ihn zum Beispiel an die Wiener Staatsoper, an das Teatro alla Scala (z. B. als Alfredo, Don Josè, Cavaradossi und Lohengrin), das Teatro Real Madrid, die Opéra National de Paris, die Lyric Opera of Chicago, die Pariser Oper, die Opéra Bastille und das Théâtre des Champs-Élysées, die Oper Brüssel, das Gran Teatre del Liceu in Barcelona, das Sydney Opera House sowie in Deutschland neben den bereits erwähnten Opernhäusern an die Berliner Staatsoper und die Deutsche Oper Berlin, die Semperoper, die Hamburgische Staatsoper und viele andere.

### Als Konzert- und Liedsänger

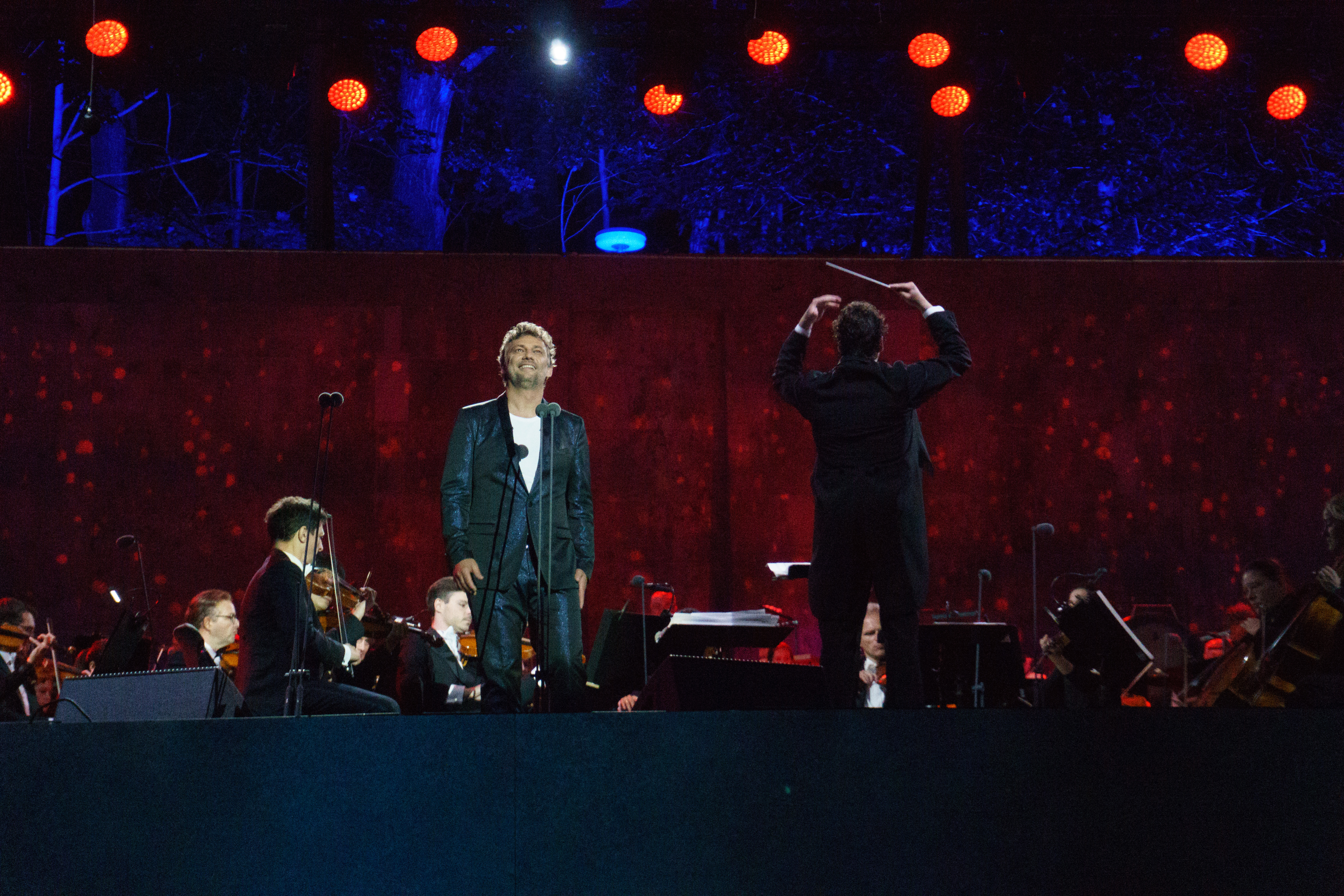
Kaufmann auf der Berliner Waldbühne (2018)

Kaufmann tritt auch als Konzertsänger international auf, bei seinen Liederabenden wird er vom Pianisten Helmut Deutsch begleitet. Liederabende und Arien-Konzerte führten ihn unter anderem in die Carnegie Hall, die Wigmore Hall, die Berliner Philharmonie, die Berliner Waldbühne, die Wiener Staatsoper, den Wiener Musikverein und das Wiener Konzerthaus, die Semperoper, die Ungarische Staatsoper, das Festspielhaus Baden-Baden, die Mailänder Scala, das Teatro Colon in Buenos Aires. Solo Tourneen absolvierte er durch Südamerika, Asien, Australien und Europa.
In Konzerten sang er unter anderem die Tenorpartien der Johannes-Passion und der Matthäus-Passion von Bach, des Messiah von Händel, Beethovens 9. Symphonie sowie die Missa Solemnis, Die Schöpfung von Haydn, Mozarts Requiem, Schuberts Messe Nr. 6, Mendelssohns Lobgesang und seine Oratorien Elias und Paulus, Stabat Mater von Rossini, die Grande Messe des Morts von Berlioz, das Requiem von Robert Schumann, das Requiem op. 89 von Dvořák sowie Verdis Messa da Requiem, Bruckners Messe f-Moll, von Gustav Mahler das Lied von der Erde und Das klagende Lied und Wagners Wesendonck-Lieder.
Zu den von ihm interpretierten Liederzyklen zählen zum Beispiel die Winterreise, Die schöne Müllerin, Dichterliebe, die Lieder eines fahrenden Gesellen oder das Italienische Liederbuch.

### Privates
Kaufmann lebte in der Nähe von München, bevor er seinen Hauptwohnsitz nach Salzburg verlegte. Seit Februar 2022 besitzt er die österreichische Staatsbürgerschaft. Aus seiner geschiedenen Ehe mit der Sängerin Margarete Joswig stammen drei Kinder. Seit Januar 2019 ist er in zweiter Ehe mit der Regisseurin Christiane Lutz verheiratet, mit der er einen Sohn hat.
Anfang Juni 2023 wurde Kaufmann als Nachfolger von Bernd Loebe als Intendant der Tiroler Festspiele Erl ab September 2024 vorgestellt.

## Opernrepertoire (Auswahl)
- Ludwig van Beethoven: Florestan und Jacquino in Fidelio
- Hector Berlioz: Faust in La damnation de Faust
- Georges Bizet: Don José in Carmen
- Benjamin Britten: Titelrolle in Peter Grimes
- Francesco Cilea: Maurizio in Adriana Lecouvreur
- Umberto Giordano: Titelrolle in Andrea Chénier
- Charles Gounod: Titelrolle in Faust
- Engelbert Humperdinck: Königssohn in Königskinder
- Erich Wolfgang Korngold: Paul in Die tote Stadt
- Ruggero Leoncavallo: Canio/Bajazzo in Pagliacci
- Pietro Mascagni: – Turiddu in Cavalleria rusticana
- Jules Massenet:
Des Grieux in Manon
Titelrolle in Werther
- Claudio Monteverdi:
Telemaco in Il ritorno d’Ulisse in patria
Nerone in L’incoronazione di Poppea
- Wolfgang Amadeus Mozart:
Ferrando in Così fan tutte
Belmonte in Die Entführung aus dem Serail
Titelrolle in Idomeneo
Titelrolle in La clemenza di Tito
Tamino in Die Zauberflöte
- Jacques Offenbach: Hoffmann in Hoffmanns Erzählungen
- Giovanni Paisiello: Lindoro in Nina
- Giacomo Puccini:
Rodolfo in La Bohème
Dick Johnson (Ramirez) in La fanciulla del West
Ruggero in La rondine
Des Grieux in Manon Lescaut
- Giacomo Puccini:
Cavaradossi in Tosca
Calaf in Turandot
- Gioachino Rossini: Almaviva in Il barbiere di Siviglia
- Franz Schubert: Titelrolle in Fierrabras
- Marc Schubring: Christian in Cyrano de Bergerac
- Bedřich Smetana: Hans in Die verkaufte Braut
- Johann Strauss: Eisenstein in Die Fledermaus
- Richard Strauss:
Flamand in Capriccio
Sänger und Valzacchi in Der Rosenkavalier
Bacchus in Ariadne auf Naxos
- Giuseppe Verdi:
Radames in Aida
Titelrolle in Don Carlo
Manrico in Il trovatore
Don Alvaro in La forza del destino
Alfredo in La traviata
Titelrolle und Cassio in Otello
Herzog von Mantua in Rigoletto
- Richard Wagner:
Titelrolle in Parsifal
Walther von Stolzing in Die Meistersinger von Nürnberg
Siegmund in Die Walküre
Titelrolle in Lohengrin
Titelrolle und Walther von der Vogelweide inTannhäuser
Tristan in Tristan und Isolde
- Carl Maria von Weber:
Max in Der Freischütz
Hüon in Oberon

## Preise und Auszeichnungen

### Ehrungen
- 2012: Medaille für besondere Verdienste um Bayern in einem Vereinten Europa
- 2013: Ernennung zum Bayerischen Kammersänger
- 2016: Verdienstkreuz am Bande des Verdienstordens der Bundesrepublik Deutschland
- 2018: Officier de l'Ordre des Arts et des Lettres[19]
- 2018: Bayerischer Maximiliansorden für Wissenschaft und Kunst
- 2019: Goldener Rathausmann der Stadt Wien[20]
- 2020: Ehrendoktor des Royal College of Music, verliehen durch Prince Charles[21]
- 2022: Ernennung zum Österreichischen Kammersänger[22]
- 2022: Bayerischer Verfassungsorden[23]

### Musikpreise
- 2007: Gramophone Award für die CD Strauss-Lieder
- 2008: Grands prix internationaux du disque, Diapason d’or für die CD Romantic Arias
- 2008: Qobus/Classica: Le meilleur disque de 2008 für die CD Romantic Arias
- 2009: Gramophone Award für die CD Madama Butterfly
- 2009: Prix Caecilia für die CD Sehnsucht
- 2009: Diapason d’or für die CD Romantic Arias
- 2010: Echo Klassik in der Kategorie „Bester Sänger des Jahres“ für die Einspielung Sehnsucht
- 2010: Orphée d’or „Wolfgang Wagner“ für die CD Sehnsucht
- 2010: Diapason d’or für die CD Die schöne Müllerin
- 2010: Diapason d’or für die CD Verismo Arias
- 2011: Gramophone Award für die CD Verismo Arias
- 2011: Diapason d’or für die DVD Werther
- 2012: Gramophone Award für die CD Fidelio
- 2013: International Opera Award: Opera Magazine Readers Award
- 2013: International Opera Awards: The Male Singer of the Year Award
- 2013: Die Goldene Deutschland
- 2013: Echo Klassik in der Kategorie „Sänger des Jahres“ für die Einspielung Kaufmann Wagner
- 2013: Echo Klassik in der Kategorie „Operneinspielung des Jahres“ (19. Jh.): Mariinsky Orchestra/Valery Gergiev, Wagner: Die Walküre
- 2013: Echo Klassik in der Kategorie „Musik-DVD-Produktion des Jahres“: Robert Lepage/Deutsche Grammophon, Der Ring des Nibelungen[24]
- 2013: Gramophone Award 2013 für die CD Wagner
- 2014: Goldene Schallplatte für das Verdi-Album
- 2014: Echo Klassik in der Kategorie „Solistische Einspielung des Jahres/Gesang“ (The Verdi Album)
- 2014: Gramophone Classical Music Award 2014 Solo Vocal (Schubert – Winterreise, Jonas Kaufmann und Helmut Deutsch)
- 2014: Bambi in der Kategorie „klassische Musik“[25]
- 2015: International Opera Award
- 2015: Echo Klassik in der Kategorie „Sänger des Jahres“ für die Einspielung Du bist die Welt für mich[26]
- 2015: Premio Puccini 2015
- 2016: Echo Klassik in der Kategorie „Bestseller des Jahres“ für das Puccini-Album Nessun Dorma[27]
- 2016: Jahrespreis für die Studioaufnahme der Aida (2015) beim Preis der Deutschen Schallplattenkritik
- 2017: Echo Klassik in der Kategorie „Bestseller des Jahres“ für das Album Dolce Vita
- 2017: International Artist of the Year 2017 des australischen Kulturmagazins Limelight [28]
- 2020: Opus Klassik in der Kategorie „Klassik ohne Grenzen“ für sein Album Wien
- 2021: Österreichischer Musiktheaterpreis – Medien-Sonderpreis[29]
- 2021: Opus Klassik in der Kategorie „Operneinspielung/Musik bis 19. Jahrhundert“ für die Einspielung Otello
- 2022: Opus Klassik in der Kategorie „Opernsänger des Jahres“ für Liszt: Freudvoll und Leidvoll

## Diskografie

### Alben
| Jahr | Titel                                                        | Höchstplatzierung, Gesamtwochen, AuszeichnungChartplatzierungen (Jahr, Titel, Platzierungen, Wochen, Auszeichnungen, Anmerkungen) | Höchstplatzierung, Gesamtwochen, AuszeichnungChartplatzierungen (Jahr, Titel, Platzierungen, Wochen, Auszeichnungen, Anmerkungen) | Höchstplatzierung, Gesamtwochen, AuszeichnungChartplatzierungen (Jahr, Titel, Platzierungen, Wochen, Auszeichnungen, Anmerkungen) | Höchstplatzierung, Gesamtwochen, AuszeichnungChartplatzierungen (Jahr, Titel, Platzierungen, Wochen, Auszeichnungen, Anmerkungen) | Anmerkungen |
| Jahr | Titel                                                        | DE | AT | CH | UK | Anmerkungen |
| ---- | ------------------------------------------------------------ | --- | --- | --- | --- | --- |
| 2008 | Romantic Arias                                               | DE31 (10 Wo.)DE | — | — | — | mit The Prague Philharmonic Orchestra Dirigent: Marco Armiliato Arien von Puccini, Bizet, Flotow, Verdi u. a.                                                                |
| 2009 | Sehnsucht                                                    | DE48 (4 Wo.)DE | — | — | — | mit Mahler Chamber Orchestra Dirigent: Claudio Abbado Werke von Mozart, Schubert, Beethoven und Wagner                                                                       |
| 2010 | Verismo Arias                                                | DE51 (2 Wo.)DE | — | — | — | mit Orchestra dell’Accademia Nazionale di Santa Cecilia Dirigent: Antonio Pappano Arien und Szenen von Leoncavallo, Giordano u. a.                                           |
| 2011 | Die Superstars der Klassik – Singen die schönsten Opernarien | DE34 (5 Wo.)DE | AT1 (9 Wo.)AT | — | — | mit Erwin Schrott und Anna Netrebko |
| 2012 | Der Ring des Nibelungen                                      | DE66 (2 Wo.)DE | — | — | — | Videoalbum mit Terfel, Erdmann, Voigt und Blythe |
| 2013 | Wagner                                                       | DE43 (1 Wo.)DE | AT30 (1 Wo.)AT | — | — | mit Orchester der Deutschen Oper Berlin Dirigent: Donald Runnicles |
| 2013 | Verdi Requiem                                                | DE37 (1 Wo.)DE | AT51 (1 Wo.)AT | — | — | mit Anja Harteros, Elīna Garanča, René Pape und Orchestra e Coro del Teatro alla Scala Dirigent: Daniel Barenboim                                                            |
| 2013 | Jonas Kaufmann                                               | — | AT59 (1 Wo.)AT | — | — | |
| 2013 | The Verdi Album                                              | DE16 (9 Wo.)DE | AT7 Gold · (14 Wo.)AT | CH55 (2 Wo.)CH | UK100 (1 Wo.)UK | |
| 2014 | Schubert: Winterreise                                        | DE38 (1 Wo.)DE | AT22 (1 Wo.)AT | CH73 (1 Wo.)CH | — | mit Helmut Deutsch |
| 2014 | Parsifal (Metropolitan Opera)                                | DE49 (1 Wo.)DE | — | — | — | Videoalbum mit René Pape, Peter Mattei, Katarina Dalayman und Evgeny Nikitin                                                                                                 |
| 2014 | Don Carlo                                                    | DE52 (1 Wo.)DE | — | — | — | mit Anja Harteros, Thomas Hampson, Erik Halfva, Ekaterina Semenchuk und Matti Salminen                                                                                       |
| 2014 | It’s Me – Opera Arias                                        | DE56 (1 Wo.)DE | AT75 (1 Wo.)AT | — | — | |
| 2014 | Du bist die Welt für mich                                    | DE11 Gold · (24 Wo.)DE | AT9 Platin · (27 Wo.)AT | CH55 (2 Wo.)CH | — | mit Rundfunk-Sinfonieorchester Berlin Dirigent: Jochen Rieder |
| 2015 | The Age of Puccini                                           | — | AT56 (1 Wo.)AT | — | — | |
| 2015 | Nessun dorma – The Puccini Album                             | DE10 (20 Wo.)DE | AT8 Gold · (16 Wo.)AT | CH26 (8 Wo.)CH | UK22 (2 Wo.)UK | |
| 2015 | Aida                                                         | DE55 (1 Wo.)DE | AT74 (1 Wo.)AT | — | — | Studioaufnahme mit Anja Harteros, Ekaterina Semenchuk, Ludovic Tézier, Erwin Schrott, Antonio Pappano, Orchestra dell’Accademia Nazionale di Santa Cecilia (Warner Classics) |
| 2016 | Dolce Vita                                                   | DE7 (17 Wo.)DE | AT7 Gold · (12 Wo.)AT | CH26 (3 Wo.)CH | — | |
| 2017 | Mahler: Das Lied von der Erde                                | — | AT43 (1 Wo.)AT | CH88 (1 Wo.)CH | — | mit den Wiener Philharmonikern & Jonathan Nott |
| 2017 | L’Opéra                                                      | DE26 (2 Wo.)DE | AT13 (6 Wo.)AT | CH50 (1 Wo.)CH | — | |
| 2018 | Eine italienische Nacht – Live aus der Waldbühne Berlin      | DE29 (4 Wo.)DE | AT36 (5 Wo.)AT | — | — | mit Anita Ratschwelischwili |
| 2019 | Wien                                                         | DE10 (14 Wo.)DE | AT2 Gold · (15 Wo.)AT | CH34 (2 Wo.)CH | — | |
| 2020 | Verdi: Otello                                                | DE30 (1 Wo.)DE | AT24 (2 Wo.)AT | CH34 (1 Wo.)CH | — | mit Orchestra dell’Accademia Nazionale di Santa Cecilia |
| 2020 | Selige Stunde                                                | DE28 (4 Wo.)DE | AT9 (5 Wo.)AT | CH61 (2 Wo.)CH | — | mit Helmut Deutsch |
| 2020 | Sommernachtskonzert 2020                                     | — | AT13 (1 Wo.)AT | — | — | mit Valery Gergiev & den Wiener Philharmonikern |
| 2020 | It’s Christmas!                                              | DE6 (16 Wo.)DE | AT2 Platin · (18 Wo.)AT | CH19 (8 Wo.)CH | — | |
| 2021 | Korngold – Die tote Stadt                                    | DE78 (1 Wo.)DE | — | — | — | mit Marlis Petersen, Kirill Petrenko, Simon Stone und der Bayerischen Staatsoper                                                                                             |
| 2021 | Liszt – Freudvoll und leidvoll                               | DE42 (1 Wo.)DE | AT17 (1 Wo.)AT | CH61 (1 Wo.)CH | — | mit Helmut Deutsch |
| 2022 | Insieme – Opera Duets                                        | DE60 (1 Wo.)DE | AT22 (2 Wo.)AT | CH31 (1 Wo.)CH | — | mit Ludovic Tézier |
| 2023 | Turandot (Puccini)                                           | DE66 (1 Wo.)DE | — | CH95 (1 Wo.)CH | — | mit Ermonela Jaho, Antonio Pappano, Orchestra e Coro dell’Accademia Nazionale di Santa Cecilia & Sondra Radvanovsky                                                          |
| 2023 | The Sound of Movies                                          | DE15 (4 Wo.)DE | AT7 (7 Wo.)AT | CH50 (1 Wo.)CH | — | mit Czech National Symphony Orchestra & Jochen Rieder |
| 2023 | Puccini: Love Affairs                                        | DE74 (1 Wo.)DE | — | — | — | |

Weitere Alben
- 2000: Johann Joseph Abert: Ekkehard. Mit u. a. Christian Gerhaher, Nyla van Ingen, SWR Rundfunkorchester, Dirigent: Peter Falk (Capriccio)
- 2005: Carl Maria von Weber: Oberon. Mit u. a. Hillevi Martinpelto, Steve Davislim, Orchestre Révolutionnaire et Romantique, Dirigent: John Eliot Gardiner (Philips)
- 2006: Engelbert Humperdinck: Königskinder. Mit u. a. Ofelia Sala, Detlef Roth, Nora Gubisch, Orchestre National de Monpetllier, Dirigent: Armin Jordan (Accord)
- 2006: Strauss: Lieder. Mit Helmut Deutsch, Klavier (Harmonia Mundi)
- 2009: Puccini: Madama Butterfly. Mit u. a. Angela Gheorghiu, Enkelejda Shkosa, Fabio Capitanucci, Chor und Orchester der Accademia nazionale di Santa Cecilia, Dirigent: Antonio Pappano (EMI classics)
- 2009: Schubert: Die schöne Müllerin. Mit Helmut Deutsch, Klavier (Decca)
- 2011: Beethoven: Fidelio. Mit u. a. Nina Stemme, Christoff Fischesser, Falk Struckmann, Mahler Chamber Orchestra/Lucerne Festival Orchestra, Dirigent: Claudio Abbado (Decca)
- 2012: Bizet: Carmen. Mit u. a. Magdalena Kožená, Genia Kühmeier, Kostas Smoriginas, Berliner Philharmoniker, Dirigent: Simon Rattle (EMI Classics)
- 2013: Wagner: Die Walküre. Mit u. a. Anja Kampe, René Pape, Nina Stemme, Orchester des Mariinski-Theaters, Dirigent: Valery Gergiev (Mariinsky MAR0527)
- 2013: Verdi: Requiem. Mit u. a. Anja Harteros, Elīna Garanča, René Pape, Chor und Orchester des Teatro alla Scala, Dirigent: Daniel Barenboim (Decca)
- 2013: The Verdi Album. Opernarien von Giuseppe Verdi. Mit Giovanni Gregnianin, Erika Grimaldi, Franco Vassallo, Daniele Cusari, Orchestra dell'Opera di Parma, Dirigent: Pier Giorgio Morandi (Sony Classical)
- 2013: Wagner. Opernarien und Wesendonck-Lieder. Orchester der Deutschen Oper Berlin, Dirigent: Donald Runnicles (Decca)
- 2014: Schubert: Winterreise. Mit Helmut Deutsch (Sony Classical)
- 2022: The Tenor. Mit u. a. Helmut Deutsch, Orchestra dell'Opera di Parma, Pier Giorgio Morandi, Antonio Pappano, Bertrand de Billy (Sony Classical)
- 2023: Turandot. Mit Sondra Radvanovsky, Ermonela Jaho, Michele Pertusi, Michael Spyres, Orchestra dell'Accademia Nazionale di Santa Cecilia, Dirigent: Antonio Pappano (Warner Classics)
- 2024: Puccini: Love Affairs. Mit Anna Netrebko, Pretty Yende, Sonya Yoncheva, Maria Agresta, Malin Byström, Asmik Grigorian, Orchestra del Teatro Comunale di Bologna, Dirigent: Asher Fisch

### Videoalben
- 2002: Nina von Paisiello. Mit Cecilia Bertoli (Opernhaus Zürich)
- 2003: Ritorno d’Ulisse von Monteverdi. Dirigent: Nikolaus Harnoncourt (Opernhaus Zürich)
- 2004: Fidelio. Dirigent: Nikolaus Harnoncourt (Opernhaus Zürich)
- 2005: La Clemenza di Tito von W.A. Mozart. Dirigent: Franz Welser-Möst (Opernhaus Zürich)
- 2007: Fierrabras. (Zurich Opera House)
- 2008: Carmen. Mit u. a. Anna Caterina Antonacci (Royal Opera House)
- 2009: Der Rosenkavalier. Mit u. a. mit Renée Fleming und Diana Damrau (Festspielhaus Baden-Baden)
- 2010: Lohengrin. Mit u. a. Anja Harteros als Elsa (Bayerische Staatsoper)
- 2010: Werther. Mit u. a. Sophie Koch, Ludovic Tézier (Opéra National de Paris)
- 2011: Tosca. Mit u. a. Emily Magee und Thomas Hampson (Opernhaus Zürich)
- 2012: Adriana Lecouvreur. Mit u. a. Angela Gheorghiu (Royal Opera House)
- 2012: Königskinder. Mit u. a. Isabel Rey (Opernhaus Zürich)
- 2012: Tosca. Mit u. a. Gheorghiu und Bryn Terfel (Royal Opera House)
- 2012: Die Walküre. Dirigent: James Levine (Metropolitan Opera)
- 2013: Verdi Requiem, Livemitschnitt. Mit u. a. Harteros, Garanča, Kaufmann, Pape, Orchestra e Coro del Teatro alla Scala, Dirigent: Daniel Barenboim.
- 2013: Wagner. Mit Christian Thielemann, Staatskapelle Dresden
- 2014: Parsifal. Mit u. a. René Pape, Peter Mattei, Katarina Dalayman, Evgeny Nikitin. Dirigent: Daniele Gatti (Metropolitan Opera)
- 2014: Faust (Gounod). Mit u. a. Marina Poplavskaya und René Pape, Dirigent: Yannick Nézet-Séguin (Metropolitan Opera)
- 2014: Don Carlo. Mit u. a. Anja Harteros, Ekaterina Semenchuk, Thomas Hampson und Matti Salminen, Dirigent: Antonio Pappano (Salzburger Festspiele 2013)
- 2014: Ariadne auf Naxos. Mit u. a. Emily Magee, Elena Moșuc, Dirigent: Daniel Harding (Salzburger Festspiele 2012)
- 2014: Carmen. Mit u. a. Vesselina Kasarova, Isabel Rey, Michele Pertusi, Dirigent: Franz Welser-Möst (Opernhaus Zürich 2008)
- 2014: Jonas Kaufmann – Du bist die Welt für mich. Live in Berlin. Mit Julia Kleiter (Sopran), Rundfunk Sinfonieorchester Berlin, Dirigent: Jochen Rieder
- 2015: Puccini: Manon Lescaut. Mit u. a. Kristīne Opolais, Dirigent: Antonio Pappano (Covent Garden Opera)
- 2015: Jonas Kaufmann – An Evening with Puccini. Filarmonica della Scala, Dirigent: Jochen Rieder
- 2015: Puccini: La fanciulla del West. Mit u. a. Nina Stemme, Dirigent: Franz Welser-Möst (Wiener Staatsoper)
- 2016: Verdi: La forza del destino. Mit u. a. Anja Harteros, Ludovic Tézier, Nadia Krasteva, Vitalij Kowaljow, Dirigent: Asher Fisch (Bayerische Staatsoper)
- 2016: Leoncavallo: Pagliacci / Mascagni: Cavalleria Rusticana. Dirigent: Christian Thielemann (Salzburger Osterfestspiele 2015)
- 2016: Fidelio. Dirigent: Franz Welser-Möst (Salzburger Festspiele 2015)
- 2016: Giordano: Andrea Chenier. Dirigent: Antonio Pappano (Royal Opera House, 2015)
- 2018: An Italian Night – Jonas Kaufmann. Mit Anita Rachvelishvili, Rundfunk-Sinfonieorchester Berlin, Dirigent: Jochen Rieder, live von der Waldbühne Berlin
- 2020: Jonas Kaufmann, My Vienna. Kino
- 2020: Sommernachts Konzert 2020, Schönbrunn. Mit den Wiener Philharmonikern, Dirigent: Valery Gergiev
- 2021: Korngold: Die tote Stadt
- 2024: Love Songs: Schumann und Brahms Mit Diana Damrau und Helmut Deutsch